# Земяньский, Анджей
Анджей Земяньский (пол. Andrzej Ziemiański; 17 февраля 1960, Вроцлав) — современный польский писатель-фантаст.

## Биография
В 1983 году А. Земяньский окончил обучение на архитектурном факультете Вроцлавской высшей технической школы. В 1984—1985 годах он работает при этой технической школе, в 1985—2005 — в строительном институте Вроцлавской сельскохозяйственной академии (Akademia Rolnicza we Wrocławiu).
Впервые как автор публикуется в 1979 году в журнале Сигма (Sigma), где выходит в свет рассказ Закрытое производство (Zakład zamknięty). В 1981 году А. Земяньский получает первую премию за сценарий для регионального радио Польское радио Вроцлав (Polskie Radio Wrocław), однако в связи в введением в Польше в том же году военного положения он так и не был осуществлён. В 1985 году выходит сборник рассказов писателя (Демонион) Daimonion. В 2001 году А. Земяньский удостаивается премии Януша Зайделя за рассказ Шоссе на Познань. Многократный обладатель премии SFinks, в том числе за рассказ Ванильные плантации Вроцлава (Waniliowe plantacje Wrocławia). В 2003 году А. Земяньский стал в двух категориях лауреатом литературной премии в области научной фантастики Nautilus.

## Избранные сочинения
- 1985 — Демонион (Daimonion) (Сборник рассказов, ISBN 8320707625)
- 1987 — Воображаемые войны (Wojny urojone) (роман, ISBN 8320709695)
- 1989 — Убийцы Сатаны (Zabójcy szatana) (роман, ISBN 8303026488, в соавторстве с Анджеем Джевинским)
- 1990 — Ворота страха (Bramy strachu) (роман, ISBN 837023044X)
- 1990 — Ностальгия по Слуаг Сайду (Nostalgia za Sluag Side) (роман, ISBN 8303029282, в соавторстве с Анджеем Джевинским)
- 1991 — Дневник времени чумы (Dziennik czasu plagi) (роман, ISBN 8385336001)
- 1991 — Остановка в преддверии ада (Przesiadka w przedpieklu) (роман, ISBN 8385100407)
- 1997 — Меч Востока (Miecz Orientu) (роман, Twórczość 3-4/1997)
- 2002 — Ахайя (Achaja) (роман, т. I, ISBN 8389011050)
- 2003 — Ахайя (Achaja) (роман, т. II, ISBN 8389011336)
- 2004 — Ахайя (Achaja) (роман, т. III, ISBN 8389011255)
- 2004 — Запах стекла (Zapach szkła) (Сборник рассказов, ISBN 8389011484)
- 2008 — Toy Wars (Сборник рассказов, ISBN 9788360505977)
- 2008 — Вроцлав навсегда (Breslau forever) (роман, ISBN 9788375740738)